# Le Jeune Homme vert
Le Jeune Homme Vert est un roman de Michel Déon, publié en 1975.
Il forme un diptyque romanesque avec Les Vingt Ans du jeune homme vert, publié en 1977.

## Résumé
Jean Arnaud est un enfant trouvé une nuit de novembre 1919, déposé dans un panier sur le seuil de la maison d'Albert et Jeanne Arnaud, gardiens du domaine d'une famille de l'aristocratie normande, les Courseau.
Adopté par le couple de gardiens, il grandit entre cette famille adoptive et la famille du Courseau, au milieu de figures locales pittoresques qui marquent son enfance. Hanté par le mystère de ses origines, tiraillé entre l'éducation simple et honnête reçue de ses parents adoptifs, et celle reçue de la famille du Courseau dont il partage l'intimité, il quitte à la fin de son adolescence sa Normandie natale pour vivre des aventures rocambolesques à travers la France et l'Europe.

## Adaptation à la télévision
- Le Jeune Homme vert, feuilleton de Roger Pigaut, avec Christian Barbier et Marion Loran.